# Ejnar Thorup
Ejnar Thorup (ur. 7 stycznia lub grudnia 1912 r. w Skanderup w Danii, zm. 5 czerwca 1942 r. w rejonie Chudowa na okupowanych obszarach ZSRR) – duński wojskowy (kapitan), ochotnik w armii fińskiej podczas wojny zimowej, a następnie w Luftwaffe podczas II wojny światowej.
Na przełomie lat. 20. i 30. wstąpił do armii duńskiej. Służył w 1 batalionie Gwardii Królewskiej. 7 maja 1931 r. awansował do stopnia starszego szeregowca. Następnie ukończył oficerską akademię wojskową, awansując 12 kwietnia 1932 r. na podporucznika w 2 batalionie Gwardii Królewskiej. 1 listopada tego roku awansował na porucznika rezerwy ponownie w 1 batalionie, zaś 27 listopada 1935 r. – porucznika. Następnie przeszedł do lotnictwa wojskowego. 1 kwietnia 1936 r. ukończył przeszkolenie lotnicze. 16 grudnia 1939 r. został kapitanem. Uczestniczył jako ochotnik od 27 lutego do 27 marca 1940 r. w wojnie zimowej pomiędzy Finlandią i ZSRR. Służył w fińskich jednostkach lotniczych  LeR 3, T-LeR 2, LeR 2 i szkoleniowej LLv 32. Po powrocie do Danii przydzielono go do Sjællandske Flyverafdeling. Podczas wkroczenia wojsk niemieckich 9 kwietnia 1940 r. brał udział w krótkotrwałych walkach na lotnisku w Værløse. 22 maja tego roku objął funkcję adiutanta inspektora generalnego lotnictwa płk. Førsleva. 8 lipca 1941 r. wstąpił ochotniczo do niemieckiej Luftwaffe, po uzyskaniu zgody Ministerstwa Wojny. 13 sierpnia przybył do Berlina, skąd odjechał do Fliegerhorst Prenzlau w Prenzlau, gdzie przeszedł przeszkolenie lotnicze. 11 września odkomenderowano go do  Jagdfliegerschule 5 w Villacoublay w okupowanej Francji. Następnie trafił do jednostki lotniczej  5./JG54, działającej na froncie wschodnim. Latał na myśliwcach Bf 109 F-2. 5 czerwca 1942 r. podczas lotu bojowego na południe od Chudowa jego samolot został trafiony przez sowiecką artylerię przeciwlotniczą. Ejnar Thorup próbował wylądować awaryjnie za linią frontu, ale rozbił się i zginął.